# 유종고
치천사왕 유종고(菑川思王 劉終古, ? ~ 기원전 47년)는 중국 전한의 황족·제후왕이다.

## 생애
아버지 치천경왕 유유가 치천경왕 35년(기원전 75년)에 죽어 그 뒤를 이어 치천왕이 되었고, 이듬해인 원평 원년(기원전 74년)을 원년으로 삼았다.
오봉 연간(기원전 57년 ~ 54년)에 청주자사가 상주하여 치천사왕이 자기 종들과 첩들을 서로 성관계를 맺게 하고 왕 자신도 간혹 이 중에 끼었으며, 또 대낮에 개와 말이 교미하는 것을 직접 보았다고 했다. 승상과 어사는 군신과 부부의 구별을 어지럽히고 인륜을 저버렸다 하여 사로잡도록 주청했으나, 당시 황제인 선제는 조서를 내려 치천나라의 4현을 깎는 데 그쳤다.
치천사왕 28년(기원전 47년)에 죽어 시호를 사(思)라 하였고, 아들 유상이 그 뒤를 이었다.